# Sant Guim de la Plana
Sant Guim de la Plana és un municipi de la comarca de la Segarra. Està situat a la part central, decantat cap a llevant, de la meitat nord de la comarca. Limita del tot amb termes segarrencs: Massoteres al nord, Torà al nord-est, Ivorra a l'est, Sant Ramon al sud-est i al sud, Torrefeta i Florejacs al sud-oest, i Guissona al nord-oest. El terme municipal té una curiosa forma que recorda una v.

## Etimologia
De Sant Guillem, que fou el patró medieval de la parròquia, i de la Plana, descriptiu del lloc on és situat.

## Geografia
- Llista de topònims de Sant Guim de la Plana (Orografia: muntanyes, serres,..; hidrografia: rius, fonts...; edificis: cases, cabanes, masies, esglésies, etc)

## Descripció
Es tracta d'un municipi quasi del tot dins de la plana de la Segarra, a la zona de Guissona. Només l'extrem nord-est del poble, a prop de Vicfred, està en contacte amb la vall del Llobregós.
No hi ha gaire diferència entre els punts més elevats del terme i els més baixos: a tot estirar, una setantena de metres d'altitud els separen. Ara bé, com que l'orografia està organitzada a partir d'unes serretes i d'uns barrancs, tot el terme de Sant Guim de la Plana té l'aspecte d'una ampla plana amb ondulacions suaus i desnivells que quasi mai no són sobtats.
Podem dividir el terme en tres unitats, coincidents amb les tres unitats de població i, també, amb tres antics termes separats que des del segle xix estan units en el mateix municipi.
| Entitat de població   | Habitants (2023) |
| Sant Guim de la Plana | 123              |
| Vicfred               | 47               |
| Comabella             | 30               |
| Font: Idescat         |                  |

### Sant Guim de la Plana
Antigament anomenat Sant Guim del Llor, és el nucli de població més gran, i exerceix de cap de municipi. Està situat al centre de la meitat de ponent del terme, a 587 m. alt. Aquest sector del municipi està vertebrat pel Fondo de la Comallarga, que ve del sud del poble de Vicfred i s'aboca en el Torrent de Terrauba ja fora de terme, a prop del poble de Bellveí, del terme de Torrefeta i Florejacs. Bona part dels límits del terme municipal són arbitraris, però en aquest sector a trossos segueixen alguns relleus. El límit nord del terme, que és una punxa que penetra entre els termes de Guissona i de Massoteres, està marcat, al nord-est, per la continuïtat de tres turons d'uns 600 mestres d'alçària: de nord-oest a sud-est, un turó de 605 m. alt. a la zona de Fregotes, un de 577 a la de les Quadres, i el Tossal Gros, de 612, prop d'on es dona per tancat aquest tros del terme. Paral·leles a aquestes elevacions, però dins del terme de Sant Guim de la Plana, hi ha encara el Tossal del Gomà, de 601, i el Tossal del Punt-rodon, de 592.
Al límit de ponent, i de nord-est a sud-oest, hi ha la Serra de l'Horta (de fet són els seus vessants de ponent, ja que la serra és dins del terme de Sant Guim de la Plana), que va entre els 550 i els 570 m. alt., i el Tossal del Companys, de 528 m. alt., a l'extrem sud-oest. El límit sud el forma sobretot la llera del Clot dels Arenals, que ve del nord del poble de Portell i a prop de Bellveí es transforma en el Torrent de l'Oró.
Sant Guim de la Plana és al centre d'aquest sector, entre el Tossal del Fuster, de 582 m. alt., a tocar i al nord-est del poble, i dues planúries d'una certa extensió: el Pla de la Peixera al nord-oest i, sobretot, els Plans del Far al sud. A part del poble, no hi ha habitacles dispersos; en aquest sentit només podem esmentar la Cabana del Ferrer, al nord i a poca distància de Sant Guim. Sí que hi ha, però, diverses naus que sustenten una de les principals activitats econòmiques del poble: la ramaderia.
Destacar el Pessebre vivent dels Oficis Perduts que es realitza a l'interior de les cases i pels carrers del poble. Declarat d'interès turístic per la Generalitat de Catalunya.

### Comabella
Com el seu nom indica, el sector de Comabella és l'únic que es pot considerar una mica muntanyós. En efecte, una coma és una zona plana entre turons, i bella es refereix a la qualitat del paisatge del lloc on es troba. Així doncs, Comabella és en una petita plana emmarcada per turons: el Tossal Gran, de 617 m. alt. al nord, i el Tossal Llarg, de 626 al nord-est. El mateix poble és en una serreta, que en marxa cap a ponent, que assoleix els 617 m. La coma bella és probablement la que queda als peus del poble, al seu nord-est.
El límit sud del terme i del sector de Comabella està format pel curs del Clot de la Font, un barranc sec gairebé sempre que es forma al sud-est del poble de Viver de Segarra, que pertany a Sant Ramon, i va a abocar-se en el Clot dels Arenals a ponent del Far, del terme veí de Torrefeta i Florejacs. El de llevant és del tot arbitrari, ja que no segueix cap mena d'accident orogràfic. Només cal destacar que el terme de Sant Guim de la Plana per aquest cantó arriba a tocar el poble de Viver de Segarra.
Pel nord, separa Comabella de Vicfred el Tossal Bèlit o del Beli, de 618 m. alt., i el curs del Clot dels Arenals, al lloc anomenat Fondo de Madern.
A part del poble de Comabella, no hi ha masies disperses. Sí que hi ha algun cobert i naus dedicades a la ramaderia.

### Vicfred
Vicfred tant pot indicar un poble fred (llatí vicum, població petita), com podria procedir de vicum fractum (poble trencat), en al·lusió a algun fet bèl·lic de l'antiguitat. Caldria veure què en diu la documentació medieval, per trobar l'origen etimològic real. De tota manera, un origen o l'altre faria variar la grafia del topònim: amb la primera, és Vicfred; amb la segona, hauria de ser Vicfret.
El sector de Vicfred és una mena de rectangle inclinat, delimitat al sud pel que s'ha esmentat com a límit nord de Comabella, dos límits pocs clars a llevant i a ponent, ja que no segueixen gaires accidents orogràfics, i un límit nord molt definit: les elevacions de la Serreta, de 567 m. alt., i de Cap de Terme, de 590, darrere de les quals ja hi ha la vall del Llobregós. El poble de Vicfred, a 636 m. alt., és just damunt del graó que separa en dues meitats aquest sector del terme. A l'interior d'aquest sector, prop del límit sud-oest, destaca, encara, el Puig Valleró, de 604 m. alt.
La meitat nord, la més baixa, està vertebrada entorn de la Rasa, que a Palouet forma el Torrent de Palou, i la meitat sud, els Plans de Vicfred, per dos clots paral·lels que s'originen a prop de Vicfred: el Fondo de la Comallarga i el Clot dels Arenals.
A part del poble de Vicfred, com en els dos anteriors, no hi ha masies disperses. Sí que hi trobem algun cobert i naus dedicades a la ramaderia.

## Infraestructures
No hi ha cap carretera que travessi tot el terme. Des de Guissona, comunica amb Sant Guim de la Plana la carretera LV-3201 (Guissona-Sant Guim de la Plana). A part d'aquesta, però, hi ha diverses carreteres locals en bon estat, asfaltades, si bé un xic estretes, sense numeració: la que des de la carretera LV-3201 duu a Vicfred i enllaça amb les carreteres de l'est de la comarca, la que de Sant Guim de la Plana duu al Llor, la que mena al Far i a Comabella des de la darrera esmentada, i, a més, nombrosos camins rurals sense asfaltar, però la major part d'ells perfectament transitables.

## Demografia
| 1497 f | 1515 f | 1553 f | 1717 | 1787 | 1857 | 1877 | 1887 | 1900 | 1910 |
| ------ | ------ | ------ | ---- | ---- | ---- | ---- | ---- | ---- | ---- |
| 14     | 24     | 29     | 128  | 120  | 525  | 484  | 476  | 405  | 381  |

| 1920 | 1930 | 1940 | 1950 | 1960 | 1970 | 1981 | 1990 | 1992 | 1994 |
| ---- | ---- | ---- | ---- | ---- | ---- | ---- | ---- | ---- | ---- |
| 405  | 382  | 365  | 351  | 304  | 250  | 209  | 207  | 197  | 197  |

| 1996 | 1998 | 2000 | 2002 | 2004 | 2006 | 2008 | 2010 | 2012 | 2014 |
| ---- | ---- | ---- | ---- | ---- | ---- | ---- | ---- | ---- | ---- |
| 206  | 194  | 189  | 183  | 185  | 199  | 184  | 192  | 191  | 175  |

| 2016 | 2018 | 2020 | 2022 | 2024 | 2026 | 2028 | 2030 | 2032 | 2034 |
| ---- | ---- | ---- | ---- | ---- | ---- | ---- | ---- | ---- | ---- |
| 170  | 177  | 181  | 182  | 193  | -    | -    | -    | -    | -    |

## Patrimoni i monuments
- Santa Maria de Sant Guim de la Plana, església parroquial.